# Puchberg (hrad)
Puchberg je zřícenina hradu v městysi Puchberg am Schneeberg v okrese Neunkirchen v rakouské spolkové zemi Dolní Rakousy. Postaven byl nad potokem Sierningem na jihovýchodním okraji malé, na tři strany skloněné náhorní planiny. Ještě na začátku 20. století tvořil hrad společně s farním kostelem svatého Víta centrum vesnice.

## Historie
Historické údaje o hradu i panství Puchberg jsou jen velmi skrovné. Nejasnost majetkových poměrů navíc zvyšuje spojitost s panstvím Puchberg (Buchberg) am Kamp. Z doby okolo roku 1260 pochází zmínky, v nichž se objevuje Eberhard von Puchberg. V dalších letech (1381) hrad ve vlastnictví zemského knížete přešel na Johanna z Liechtensteina a v roce 1395 zpět na zemského knížete.
Po roce 1500 panství Puchberg je v urbáři zapsáno na Stixenstein. V roce 1547 vyplatil Hans von Hoyos záruku na Stixenstein a převzal 15. října 1549 vlastnictví.
Do roku 1837 byla v hradu umístěna škola. Ještě kolem roku 1874 bývala obilní sýpka na hradě v zachovalém stavu. Kolem roku 1850 byla vazba krovu narušená a později během druhé světové války došlo ke značným škodám, způsobeným ostřelováním jižní hradební zdi a oken hradu.
Po válce následovalo různé využívání zříceniny hradu: chov kožešinové zvěře na volných plochách a odkladiště všeho možného. V padesátých letech 20. století uzavřela obec Puchberg am Schneeberg nájemní smlouvu s rodinou Hoyosů a začala zříceninu tehdy běžným sanačním postupem zachraňovat. Svědčí o tom různé doplňky zdiva betonem. Až do sedmdesátých let byla zřícenina využívána pro různé akce, ale po sesuvu zdiva zůstala zřícenina nepřístupná.

### Sanace
První stavební zabezpečení začalo v padesátých letech, kdy obec Puchberg uzavřela nájemní smlouvu s rodinou Hoyos. Zdivo věže ohrožovalo školu v hradním areálu, a proto nechala obec Puchberg v devadesátých letech věž zabezpečit dvěma betonovými manžetami, ale na pokračování rekonstrukce neměla obec peníze. Roku 2001 se o hrad začal starat Hradní spolek Puchberg. Na jaře roku 2002, po rozsáhlém vyměřování a zpracování dokumentace, pokračovalo zajišťování zdiva a po pěti letech byl hrad zpřístupněn veřejnosti.
Mimo rekonstrukci dřevěných pater v hradní věži a schůdnost na severní straně, byla roku 2007 na hradním nádvoří postavena hrázděná budova s pultovou střechou. Na základě archeologických nálezů v hradu byla zřízena obytná místnost a kuchyně. Tato kombinace otevřeného vnitřního ohniště a současně kachlová kamna v kuchyni zajistila bezdýmnou světnici.

## Popis
Zřícenina sestává z obvodové zdi s půdorysem nepravidelného čtyřúhelníku, jeho delší strana je asi 38 metrů, a 18 metrů vysoké hradní věže, postavena ve dvou etapách. Podle dendrochronologického zkoumání dřevěných konstrukcí, byla v zimním období 1204 až 1205 skutečně postavena strážní věž. V další stavební etapě byla provedena nástavba hradní věže, jakož i stavba nynější okružní zdi. Po koupi pozemků rodinou Hoyosů v 16. století byla věž s mezipatrem přestavěna na několikapodlažní skladovací prostory. Vstup na jižní straně byl zazděn a vznikl nový přízemní vchod od severu. Celkem osm okenních otvorů na jižní a východní straně okružní zdi, jakož i další řada otvorů v atriu bylo zazděno v souvislosti s výstavbou sýpky kolem roku 1674.

## Expozice
Od roku 2003 je muzeální formou o prvním víkendu v srpnu pořádán Mezinárodní víkend ve 13. století za účasti zástupců různých evropských zemí. Prezentují se stará technická řemesla všedního dne a předměty běžné potřeby, zbraně a výzbroj, informace o tehdejších způsobech života.